# Asociación Honoraria de Salvamentos Marítimos y Fluviales
Die 1955 gegründete Asociación Honoraria de Salvamentos Maritimos y Fluviales (ADES) ist ein nationaler Seenotrettungsdienst mit Sitz in Montevideo (Uruguay). Ziel der Organisation ist es, entlang der über 650 Kilometer langen Küste des Landes am Río de la Plata und dem Südatlantik Schiffbrüchigen und in Seenot geratenen Hilfe leisten zu können.
Anlass für die Gründung dieser Nichtregierungsorganisation bildeten einige Schiffahrtsunfälle in uruguayischen Hoheitsgewässern in den Jahren 1954 und 1955. Die Gründung erfolgte schließlich am 23. Juli 1955 nach dem Vorbild der Royal National Lifeboat Institution (R.N.L.I), zu der man gute, freundschaftliche Beziehungen pflegt. Im Mai des darauffolgenden Jahres erhielt die Organisation eigene Rechtspersönlichkeit. Spendenfinanziert wurde 1957 mit der ADES 1 das erste Rettungsboot erworben. ADES ist aktives Mitglied in der International Maritime Rescue Federation (IMRF). Präsident der Organisation, die im Jahr 2013 fünf Rettungsstationen an der uruguayischen Küste unterhält, ist Guillermo Pérez Lavagnini (Stand: Dezember 2013).
1985 übernahm ADES den ausgemusterten deutschen Seenotkreuzer Ruhr-Stahl der Deutschen Gesellschaft zur Rettung Schiffbrüchiger (DGzRS), der mittlerweile jedoch auch dort außer Dienst gestellt wurde. In den Jahren 2006 und 2007 übernahm sie ferner die ehemaligen Rettungsboote Hörnum und Arthur Menge, ebenfalls von der DGzRS. Die komplette Rettungsflotte umfasst fünf Rettungsboote der Baujahre 1971 bis 1983 mit geschlossenem Führerstand aus britischer Herkunft sowie mehrere Festrumpfschlauchboote.
Alle Einsatzkräfte der ADES arbeiten ehrenamtlich und es gibt mit Ausnahme einer Bürokraft keine festangestellten Mitarbeiter. Finanziert wird die ADES durch einen staatlichen Zuschuss sowie durch Sponsoren und Spenden.

## Rettungsstationen
Die ADES unterhält Rettungsstationen in folgenden Hafenstädten:
- Puerto del Buceo Rettungsboot ADES 16 sowie Schlauchboote
- Puerto de Colonia Rettungsboot ADES 14 sowie Schlauchboote
- Punta del Este Rettungsboot ADES 12 sowie Schlauchboote
- Puerto de Carmelo Rettungsboot ADES 7, ADES 17[4]
- Puerto Sauce Rettungsboot ADES 13 sowie Schlauchboote